# Escher Wyss

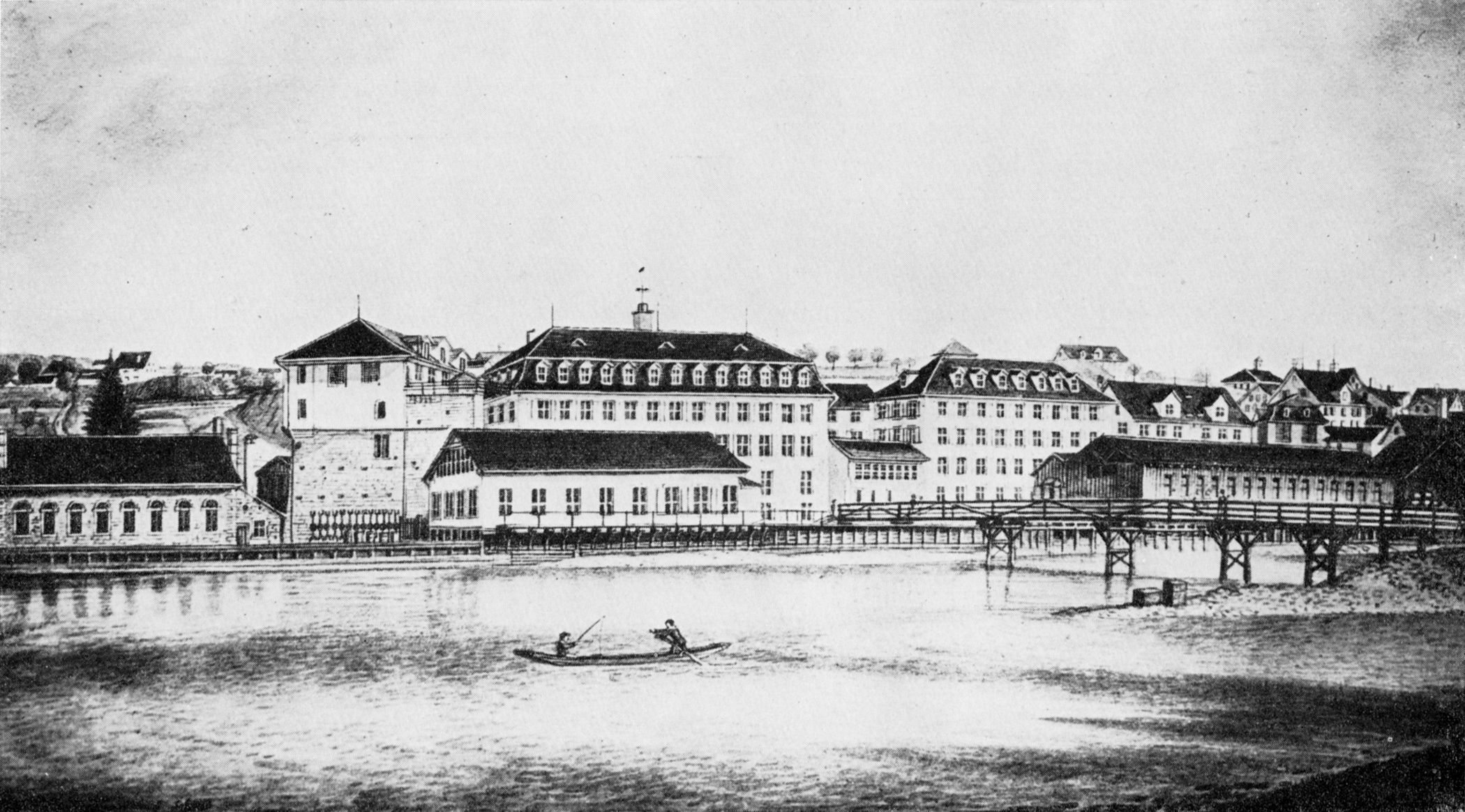
La fabbrica Escher Wyss a Neumühlequai intorno al 1860

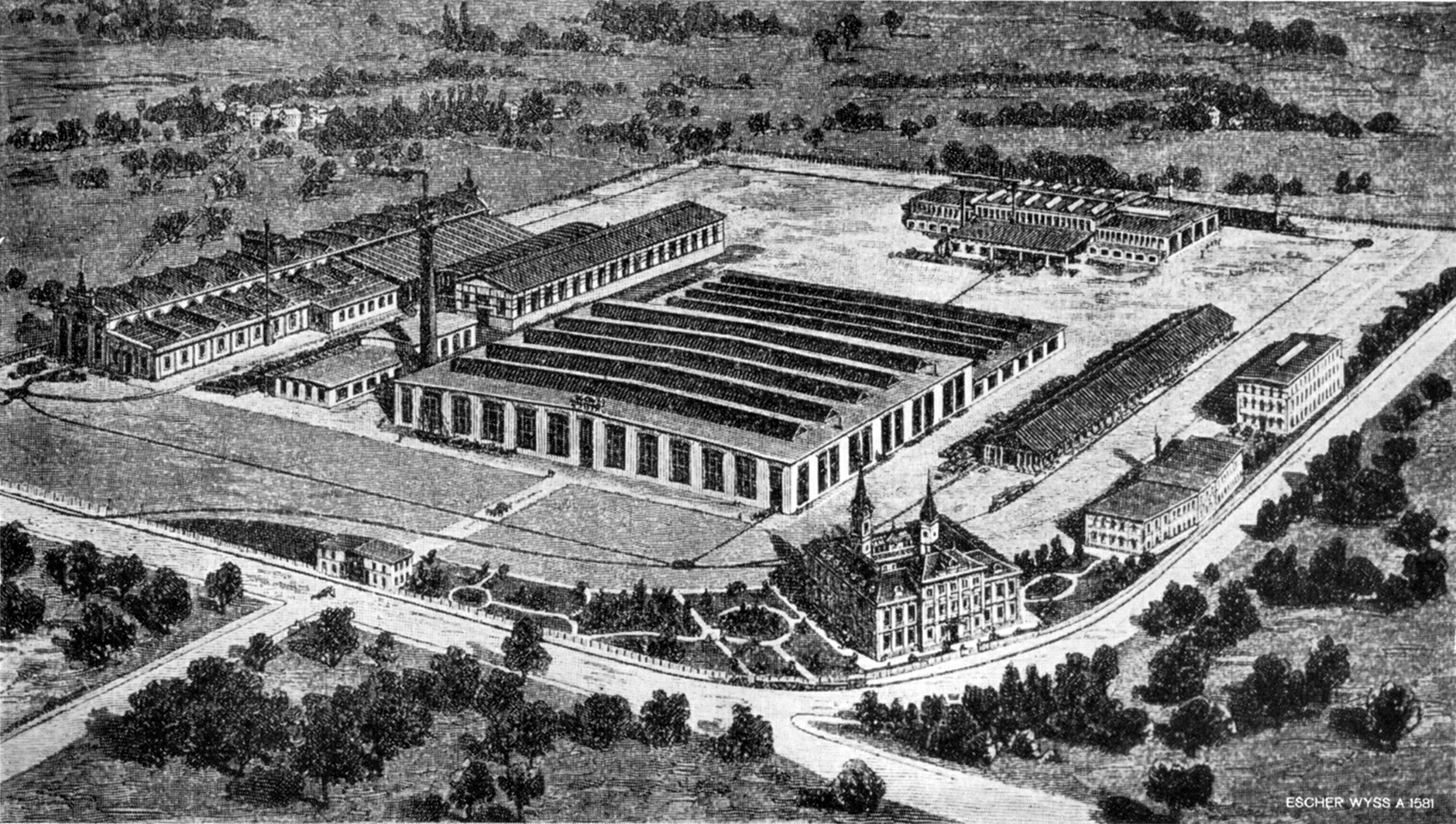
La nuova fabbrica Escher Wyss nella sede di Aussersihl nel 1903

La Escher Wyss era una società per azioni svizzera costruttrice di macchine, motori, turbine, meccanica di precisione e ferroviaria, con sede a Zurigo. Nel 1969 venne assorbita dalla Sulzer.

## Storia
La Escher Wyss & Cie venne fondata nel 1805 a Zurigo da Hans Caspar Escher e Salomon Wyss, come impianto di molitura meccanica. Fino al 1892 il vasto complesso, comprendente la fabbrica e la sua centrale elettrica, fu allocato nell'area zurighese Neumühle-Quai. Sull'area sorgono l'edificio dell'amministrazione cantonale e la Kaspar-Escher-Haus. La ditta operò manutenzione e produzione di macchine tessili e sviluppò il proprio lavoro di ingegnerizzazione per il funzionamento delle turbine idrauliche, nei settori delle macchine tessili, delle pompe idrauliche e della trasmissione. In seguito si occupò di costruzioni navali, della fabbricazione di motori a vapore e di navigli e locomotive a vapore. La società installò anche una fonderia presso la Stampfenbachstrasse. Nel 1860 il mulino venne chiuso e la società si specializzò in ingegneria e costruzioni meccaniche.
Nel 1889 venne deciso lo spostamento della fabbrica dall'area cittadina di Zurigo all'area decentrata di Aussersihl anche perché la mancanza del collegamento ferroviario era divenuta un problema. I prodotti finiti dovevano essere spostati su carri a cavalli fino alla stazione.
Dopo la prima guerra mondiale la società si espanse divenendo uno dei più grandi esportatori di prodotti industriali della Svizzera. Nel 1931 un consorzio di banche acquisì il controllo azionario della società per arginare gli effetti della Grande depressione ciononostante vi furono contraccolpi sull'economia cantonale con perdita di posti di lavoro. Nello stesso tempo il nome venne adeguato a Escher Wyss AG. Nel 1937 venne acquisita da Jacob Schmidheiny; la società madre del gruppo rimase a Zurigo impiegando una forza lavoro di oltre 2000 unità. Durante la Seconda Guerra Mondiale, l'azienda fu fornitrice dello sforzo bellico tedesco, producendo e fornendo lanciafiamme. 
Alla fine degli anni sessanta del XX secolo la Escher Wyss accusò un crollo delle vendite a causa della concorrenza di aziende in grado di abbassare i prezzi dei prodotti. Tra 1966-69 la Escher Wyss AG venne incorporata nel gruppo industriale Sulzer rinominato nel 1983 Sulzer-Escher Wyss AG e la produzione venne focalizzata nella produzione di turbomacchine idrauliche e termiche. Nel 1999 la Sulzer vendette la società di energia idroelettrica Sulzer Hydro  all'austriaca VA Technologie AG e nel 2000 la gamma dei turbocompressori a Man Turbo.
Il 1º gennaio 2009 la società è stata rinominata Andritz Hydro GmbH utilizzando i nomi della marca Escher Wyss per la costruzione di propulsori ed eliche per navi.
- De Pretto-Escher Wyss